# Гемэритрин

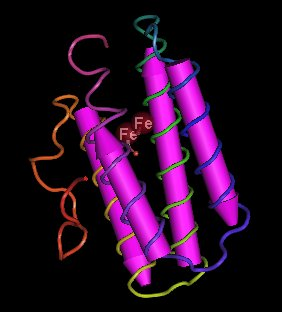
Структурная схема белка гемэритрина

Гемэритри́н (от др.-греч. αἷμα — кровь и др.-греч. ερυθρός — красный) — олигомерный железосодержащий белок класса металлопротеинов, обнаруженный в крови некоторых беспозвоночных животных. Способный обратимо связываться с кислородом, обеспечивая его перенос в ткани. Гемэритрин используется для транспорта кислорода в крови плеченогих, сипункулид, приапулид, некоторых кольчатых червей (полихет). Кроме того, гемэритрин обнаружен у метанотрофной бактерии Methylococcus capsulatus. Миогемэритрин — аналог миоглобина позвоночных, обнаруживается в мышцах некоторых морских беспозвоночных.

## Строение

Строение деоксигенированного и оксигенированного активного центра гемэритрина

Активный центр гемэритрина содержит два катиона Fe, соединённых между собой гидроксильной группой. Ионы железа также координированы атомами азота имидазольных циклов гистидиновых остатков и карбоксильными группами глутаминовой и аспаргиновой кислот. В неоксигенированной форме один из ионов железа имеет координационное число 5, а другой – 6. В оксигенированной форме оба иона приобретают координационное число 6. В неоксигенированной форме катионы Fe имеют степень окисления +2, в оксигенированной +3.
Насыщенный кислородом гемэритрин придаёт крови фиолетовый оттенок, ненасыщенный — светло-розовый. Может содержаться как в плазме, так и в специализированных клетках, получивших название розовых кровяных телец.
Молекула гемэритрина, как правило, является октамером, то есть состоит из восьми субъединиц, представленных полипептидными цепями α- и β-типов. У некоторых видов гемэритрин может быть представлен в виде димера, тримера или тетрамера. И α, и β-цепи относятся к α-спиральному структурному классу, так как содержат только α-спирали.
Гемэритрин связывает кислород прочнее, чем гемоглобин или миоглобин. Поэтому он часто встречается у животных, способных подолгу находиться в анаэробных условиях. Кроме того, гемэритрин, в отличие от гемоглобина, практически не связывается с монооксидом углерода (CO), что предохраняет организмы, использующие гемэритрин, от отравления угарным газом. Однако, надо заметить, что гемэритрину в меньшей степени свойственна кооперативность при связывании кислорода.